# Prokszyna
Prokszyna (biał. Прокшына; ros. Прокшино, Prokszyno) – wieś na Białorusi, w obwodzie witebskim, w rejonie orszańskim, w sielsowiecie Zubrewiczy. 
W pobliżu znajduje się stacja kolejowa Prokszyna, położona na linii Orsza – Mohylew.